# Zehnstelle
Zehnstelle is een plaats in de Duitse gemeente Hellenthal, deelstaat Noordrijn-Westfalen, en telt 91 inwoners (2006).